# Noitibó-de-nuttall
O noitibó-de-nuttall (Phalaenoptilus nuttallii) é uma ave que habita o Colorado e as florestas temperadas do Canadá. É a única ave conhecida a hibernar. O seu nome é uma homenagem ao naturalista Thomas Nuttall (1786-1859).